# Fadel Settara
Fadel Ryad Settara (arabisch فاضل سطارة; * 18. Mai 1975 in Skikda, Algerien) ist ein ehemaliger algerischer Fußballspieler. 

## Karriere
Settara begann seine Karriere in seiner Heimatstadt Skikda und spielte fortan bei mehreren Klubs in der ersten und zweiten algerischen Liga. Am 30. Juni 2001 debütierte er beim 4:0 gegen Namibia in der WM-Qualifikation in der Nationalelf. Dabei erzielte er ein Tor. Bei einem Freundschaftsspiel gegen Burkina Faso absolvierte Fadel Settara am 15. Oktober sein zweites und letztes Länderspiel. 2006 beendete er seine Karriere.

## Erfolge
- Algerischer Meister: 2000, 2001
- Algerischer Pokalsieger: 2004